# Saint-Ouen-du-Tilleul
Saint-Ouen-du-Tilleul is een gemeente in het Franse departement Eure (regio Normandië). De plaats maakt deel uit van het arrondissement Bernay. Saint-Ouen-du-Tilleul telde op 1 januari 2022 1.777 inwoners.

## Geografie
De oppervlakte van Saint-Ouen-du-Tilleul bedroeg op 1 januari 2022 3,99 vierkante kilometer; de bevolkingsdichtheid was toen 445,4 inwoners per km².

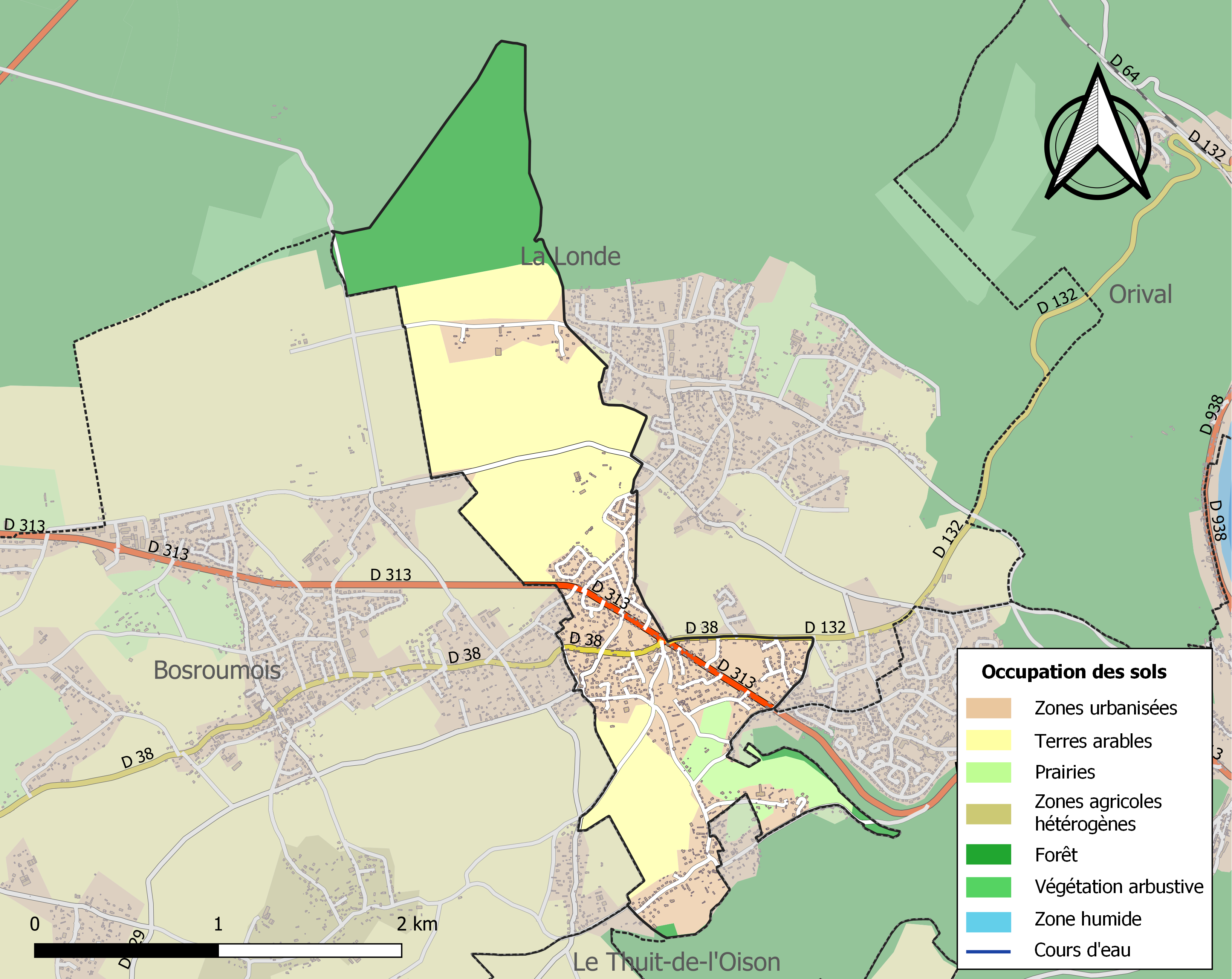
Kaart van de gemeente met belangrijkste infrastructuur, bodemgebruik en omliggende gemeenten

## Demografie
Onderstaande figuur toont het verloop van het inwonertal (bron: INSEE-tellingen).